# Ellipanthus tomentosus
Ellipanthus tomentosus är en tvåhjärtbladig växtart. Ellipanthus tomentosus ingår i släktet Ellipanthus och familjen Connaraceae.

## Underarter
Arten delas in i följande underarter:
- E. t. kingii
- E. t. tomentosus
- E. t. gibbosus
- E. t. luzoniensis